# Корабель протимінної дії

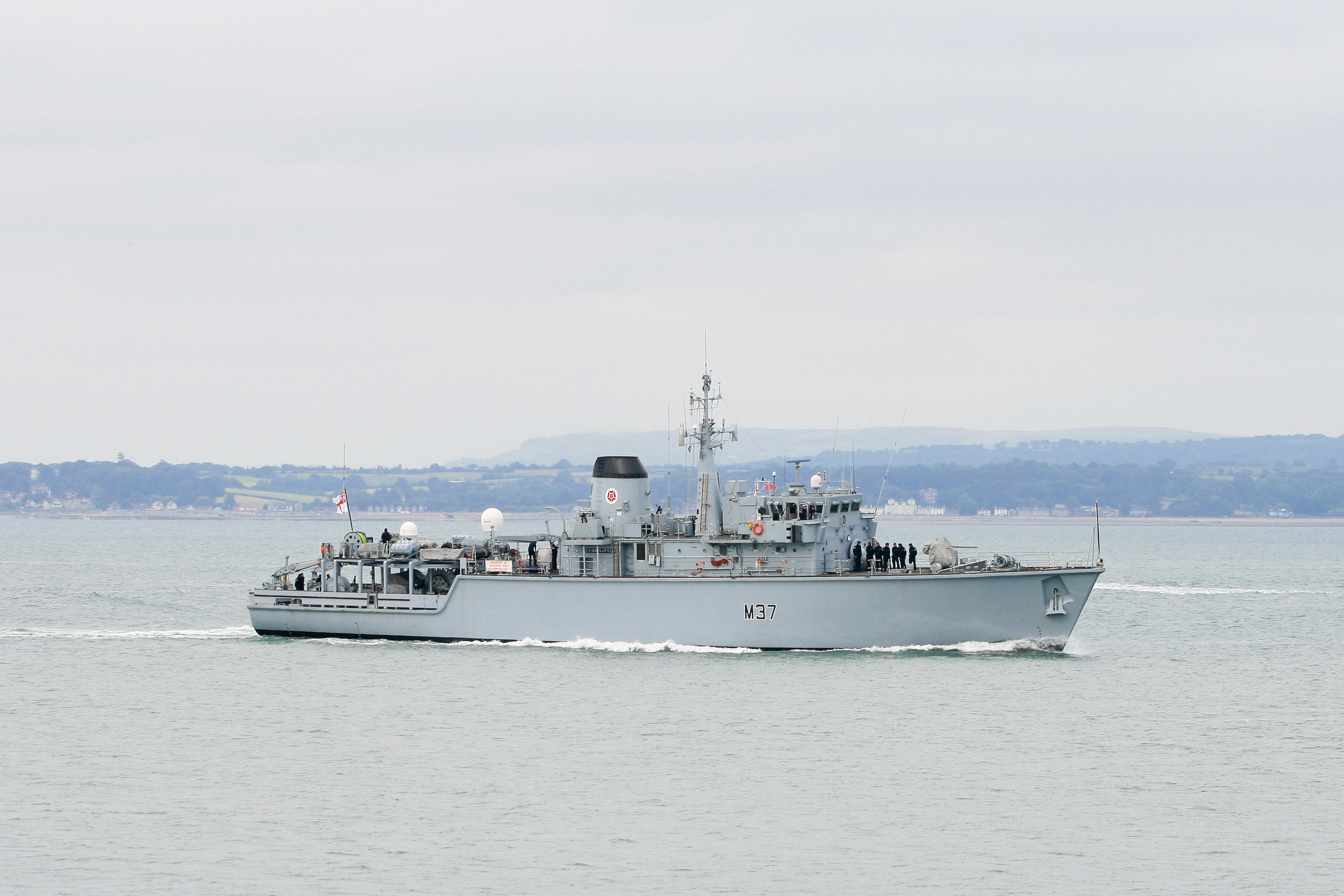
HMS Chiddingfold у 2013.

Корабель протимінної дії — це тип військових кораблів, призначених для виявлення і знищення морських мін, який поєднує у собі функції тральщика та мисливця за мінами. Термін корабель протимінної дії також використовують для позначення мисливців за мінами і тральщиків.